# Blepharocalyx cruckshanksii
El temu, temú (ambos del mapudungun temu) o palo colorado (Blepharocalyx cruckshanksii) es un árbol de la familia de las mirtáceas endémico de Chile y de un pequeño sector en el oeste de Argentina.

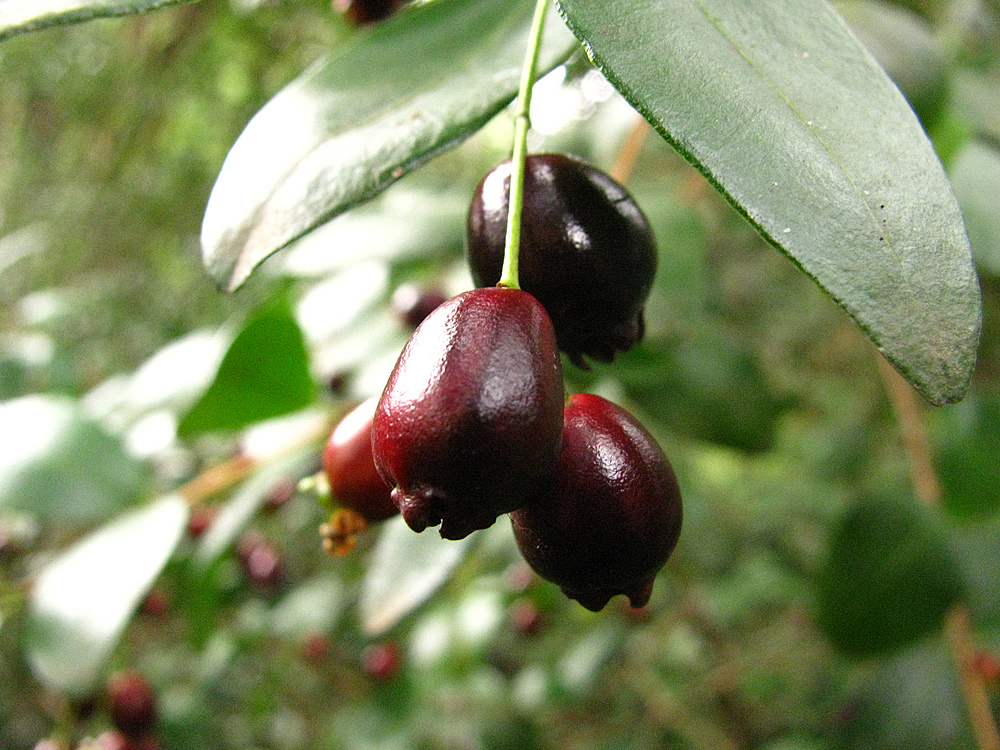
Frutos

## Descripción
Llega a tener 15 m de altura y su tronco unos 50 cm de diámetro, poseyendo una madera muy dura y una corteza lisa de color pardo rojizo, los tallos de sus ramas son rectos, sus  hojas son ovaladas siempre verdes, las flores blanquecinas a modos de ramilletes se presentan en inflorescencias, sus frutos son redondos con cubierta de color marrón obscuro con tonalidades rojizas, éstos de sabor amargo, recuerdan a los del café, se les da principalmente un uso medicinal.
El área de distribución en Chile se extiende desde la Región de Valparaíso al norte hasta la Región de Los Lagos al sur, en Argentina se encuentra en los valles andinopatagónicos más bajos de Neuquén y el extremo noroeste de provincia de Río Negro.
El topónimo Temuco (ciudad en Chile) concretamente un fitopónimo, procede de éste árbol, significando "Agua de Temu" y según otros "Temu en el agua".

## Taxonomía
Blepharocalyx cruckshanksii fue descrita por (Hook. & Arn.) Nied. y publicado en Die Natürlichen Pflanzenfamilien 3, Abt. 7: 71. 1893.
Etimología
Blepharocalyx: nombre genérico que deriva del griego Blepharo = (pestañas) + calyx = (cáliz), debido a que sus especies presentan un cáliz particularmente piloso.
Sinonimia
- Eugenia cruckshanksii Hook. & Arn., Bot. Misc. 3: 321 (1833).
- Luma cruckshanksii (Hook. & Arn.) A.Gray, U.S. Expl. Exped., Phan. 1: 540 (1854).
- Temu cruckshanksii (Hook. & Arn.) O.Berg, Linnaea 30: 711 (1861).
- Myrtus cruckshanksii (Hook. & Arn.) Kuntze, Revis. Gen. Pl. 3(2): 91 (1898).
- Eugenia divaricata O.Berg, Linnaea 27: 257 (1856), nom. illeg.
- Eugenia divaricata var. obovata O.Berg, Linnaea 27: 257 (1856).
- Eugenia divaricata var. ovalis O.Berg, Linnaea 27: 258 (1856).
- Eugenia divaricata var. pauciflora O.Berg, Linnaea 27: 258 (1856).
- Temu divaricatum O.Berg, Linnaea 30: 711 (1861).
- Eugenia elliptica Phil., Anales Univ. Chile 1865(2): 315 (1865), nom. illeg.
- Blepharocalyx divaricatus (O.Berg) Nied. in H.G.A.Engler & K.A.E.Prantl, Nat. Pflanzenfam. 3(7): 71 (1892).
- Blepharocalyx divaricatus var. obovatus (O.Berg) Reiche, Anales Univ. Chile 98: 707 (1897).
- Blepharocalyx divaricatus var. ovalis (O.Berg) Reiche, Anales Univ. Chile 89: 707 (1897).
- Blepharocalyx divaricatus var. pauciflorus (O.Berg) Reiche, Anales Univ. Chile 89: 707 (1897).[4]